# ZYX
ZYX(ジックス, 직스)는 헬로! 프로젝트에 소속된 일본의 여성 아이돌 그룹이다.
이 항에서는 커버 앨범「チャンプル①〜ハッピーマリッジソングカバー集〜」발매를 기회로 ZYX-α를 결성하였다.

## 개요
층쿠♂ 프로듀스로, 《반드시(Z, 젯타이) 꿈을(Y, 유메오) 배로(X, 곱하기 기호)》하는 것을 테마로 결성되었다. 헬로! 프로젝트 키즈 (이하 키즈) 15명 전원을 대상으로 한 레코딩 결과 5명이 선발되었으며, 야구치 마리는 보조 포지션으로 합류하였다.
현재는 사실상 활동을 중지하였다.

## 멤버

### 현 멤버
- 야구치 마리 (모닝구무스메。, 리더) - 2005년 4월 14일부로 모닝구무스메。를 탈퇴, 2009년 3월 31일부로 헬로! 프로젝트를 졸업
- 우메다 에리카 (헬로! 프로젝트 키즈, 현 ℃-ute) - 2009년 10월 25일부로 헬로! 프로젝트를 졸업
- 시미즈 사키 (헬로! 프로젝트 키즈, 현 Berryz코보) - 2015년 3월 3일부로 Berryz코보의 무기한 활동 정지로 동시에 헬로! 프로젝트를 졸업
- 야지마 마이미 (헬로! 프로젝트 키즈, 현 ℃-ute) - 2017년 6월 12일부로 ℃-ute의 해산으로 동시에 헬로! 프로젝트를 졸업
- 츠구나가 모모코 (헬로! 프로젝트 키즈, 현 Berryz코보) - 2017년 6월 30일부로 헬로! 프로젝트를 졸업

### 졸업 멤버
- 무라카미 메구미 (헬로! 프로젝트 키즈, 현 ℃-ute) - 2006년 10월 31일부로 헬로! 프로젝트를 탈퇴

## 약력
- 2002년 7월 31일, 하로마게돈에서《야구치 중심의 키즈 신유닛》을 발표.
- 2003년 7월 6일, ZYX 결성이 발표된다.
- 2003년 8월 6일, 1st 싱글을 발표.
- 2003년 12월 10일, 2nd 싱글을 발표.
- 2005년 4월 14일, 야구치 마리가 모닝구무스메。를 탈퇴.
- 2006년 1월, 헬로! 프로젝트 요코하마 아레나 공연에서는 야구치를 제외한 멤버로《白いTOKYO》를 불렀다.
- 2006년 10월 31일, 무라카미 메구미가 ℃-ute와 헬로! 프로젝트를 탈퇴. 그 때문에 오리지널 멤버에 의한 부활은 사실상 불가능하게 되었다.
- 2009년 3월 31일, 야구치 마리가 헬로! 프로젝트를 졸업하였다.
- 2009년 4월 중순, 헬로! 프로젝트의 공식 사이트로부터 상세한 프로필이 소멸했다.

## 음악

### 싱글
1. 行くZYX! FLY HIGH (2003년 8월 6일)
  - 커플링：ガタメキラ (ZYX Ver.)
2. 白いTOKYO (2003년 12월 10일)
  - 커플링：常夏娘 (ZYX Ver.)

### 앨범
1. ハロー！プロジェクト スペシャルユニット メガベスト (2008년 12월 10일)

### DVD (싱글)
1. 싱글V《行くZYX! FLY HIGH》(2003년 9월 10일)
2. 싱글V《白いTOKYO》(2003년 12월 26일)

## ZYX-α

### 멤버

#### 졸업 멤버
- 우메다 에리카 (℃-ute)
- 쿠스미 코하루 (모닝구무스메)
- 오가와 사키 (스마이레지)
- 니이가키 리사 (모닝구무스메。)
- 토쿠나가 치나미 (Berryz코보)
- 스도우 마아사 (Berryz코보)
- 츠구나가 모모코 (Berryz코보→컨트리걸즈)
- 와다 아야카 (안주루무 (구.스마이레지))

### 약력
- 2009년 7월 15일, 헬로! 프로젝트 커버 앨범「チャンプル①〜ハッピーマリッジソングカバー集〜」발매에 수반해 결성.「未来予想図II～」의 커버로 참가.
- 2009년 7월 19일 ~ 8월 9일, 헬로! 프로젝트의 콘서트 투어「Hello! Project 2009 SUMMER 혁명원년 ~Hello! 챤푸루~」에 출연.「行くZYX FLY HIGH!」를 피로했다.
- 2009년 10월 25일, 우메다 에리카가 ℃-ute와 헬로! 프로젝트를 졸업.
- 2009년 12월 6일, 쿠스미 코하루가 모닝구무스메。와 헬로! 프로젝트를 졸업.
- 2010년 1월 5일 ~ 24일, 헬로! 프로젝트의 콘서트 투어「Hello! Project 2010 WINTER 가초풍월 ~셔플데이트~」에 출연.「白いTOKYO」,「行くZYX FLY HIGH!」를 피로했다.
- 2010년 7월 18일 ~ 8월 8일, 헬로! 프로젝트의 콘서트 투어「Hello! Project 2010 SUMMER ~판코라!~」에 출연.「サマーれげぇ!レインボー」(코베 낮 공연),「行くZYX FLY HIGH!」(시부야 밤 공연)를 피로했다.
- 2011년 1월 2일 ~ 23일, 헬로! 프로젝트의 콘서트 투어「Hello! Project 2011 WINTER ~환영 신선축제~」에 출연.「GET UP!ラッパー」(A-1 공연),「月と太陽」(A-2 공연)를 피로했다.
- 2011년 8월 27일, 오가와 사키가 스마이레지와 헬로! 프로젝트를 졸업.
- 2012년 5월 18일, 니이가키 리사가 모닝구무스메。와 헬로! 프로젝트를 졸업.
- 2013년 1월 6일, 헬로! 프로젝트의 콘서트 투어「Hello! Project 탄생 15주년 기념 라이브 2013 겨울 ~비바!~」에 특별 OG 게스트로서 니이가키 리사가 출연. 현 멤버 4명이서「白いTOKYO」를 피로했다.
- 2015년 3월 3일, 토쿠나가 치나미와 스도우 마아사가 Berryz코보의 무기한 활동 정지로 동시에 헬로! 프로젝트를 졸업.
- 2017년 6월 30일, 츠구나가 모모코가 컨트리걸즈와 헬로! 프로젝트를 졸업.
- 2019년 6월 18일, 와다 아야카가 안주루무와 헬로! 프로젝트를 졸업. 이로써 멤버 전원이 졸업한 상태이다.

## 같이 보기
- 헬로! 프로젝트
  - 모닝구무스메。
  - Berryz코보
  - 안주루무 (구.스마이레지)
  - 아아!
  - ℃-ute